# پنج مرشد
پنج مرشد (انگلیسی: Five Elders؛ چینی: 少林五祖; ماندارین پین‌یین: Shàolín wǔ zǔ; یوت‌پینگ: Siu3 lam4 ng5 zou2) یا پنج سَرکرده، پنج راهب و استاد هنرهای رزمی بودند که پس از تخریب معبد شائولین به‌دست دولتمردان در دوران حکمفرمایی دودمان چینگ (۱۶۴۴–۱۹۱۲)، از آن جان سالم به‌در بردند. گفته می‌شود این واقعه در سال ۱۶۴۷ یا ۱۶۷۴ یا ۱۷۳۲ رخ داده است.

## پنج مرشد شائولین
|               | نویسه‌های چینی سنتی | نویسه‌های چینی ساده‌شده | پین‌یین            | لاتین‌نویسی ییل برای کانتونی | توضیحات بیشتر                                                                                               |
| ------------- | ------------------ | --------------------- | ----------------- | --------------------------- | --- |
| جی سین سیم سی | 至善禪師           | 至善禅师              | Zhì Shàn Chán Shī | Ji Sin Sim Si               | همچنین به‌صورت جی سین سیم سی تلفظ می‌شود و در لغت به معنای معلمِ ذن است.                                       |
| انگ مویی      | 五梅大師           | 五梅大师              | Wǔ Méi Dà Shī     | Ng Mui Daai Si              | شناخته‌شده برای انگ مویی کوئن، وینگ‌چون، کونگ‌فوی اژدهای جنوبی، درنای سفید فوجیان، و هونگ کوئن پنجگانه         |
| باک می        | 白眉道人           | 白眉道人              | Bái Méi Dào Rén   | Bak Mei Dou Yan             | در لغت به معنای پیرو "تائوئیسم" با ابروهای سفید است. گفته می‌شود با عنوانِ «چو لانگ توسن» هم شناخته می‌شده‌است. |
| فونگ دائو داک | 馮道德             | 冯道德                | Féng Dàodé        | Fung Dou Dak                | پیرو تائوئیسم و بنیان‌گذار باک فو پای.                                                                       |
| میائو شی‌ین    | 苗顯               | 苗显                  | Miáo Xiǎn         | Miu Hin                     | یک مرید ریش‌وسبیل‌دار شائولین                                                                                 |